# Nashville, Indiana
Nashville este o localitate, municipalitate și sediul comitatului Brown, statul Indiana, Statele Unite ale Americii.